# Здание Акимата города Алматы
Здание акимата города города Алматы (в 1980—1991 годах — ЦК Компартии Казахстана, в 1991—1994 годах Резиденция президента Республики Казахстан) — административное здание в городе Алматы на площади Республики. Служит местопребыванием городского исполнительного органа власти, возглавляемого акимом.

## История

### Строительство и использование
В 1970-х годах по поручению Динмухамеда Кунаева было решено построить крупный архитектурный комплекс зданий административного назначения вокруг Новой площади, которая впоследствии получила название Площадь Республики. С южной стороны «Новой площади» на участке снесенного поселка «Алатау» предложено возвести здание «Центрального комитета Коммунистической партии Казахской ССР». В конкурсе победил проект архитектора К. Монтахаева, проектного института «Алмаатагипрогор».
Строительство здания «Центрального комитета Компартии Казахстана» началось в 1976 году с закладки специальной капсулы «Послания будущим поколениям». В 1979 году строительство было завершено. В феврале 1980 года руководство республики переехало в новое здание из «Дома Правительства» расположенного на Площади им.Ленина.
Построенное здание ЦК стало главным объектом республиканского центра, сформировало новый градостроительный ансамбль столицы Казахской ССР.
С 1991 по 1994 год здание служило резиденцией Президента Казахстана Н. А. Назарбаева. 
С 1994 года в здании располагается Городской акимат Алма-Аты, которая до 1997 года была столицей Казахстана.
5 января 2022 года в ходе массовых беспорядков в Казахстане здание было подожжено и частично горело. 
3 октября 2023 года завершилась реконструкция здания акимата через 21 месяц после беспорядков (1 год, 10 месяцев). Сумма восстановительных работ составила 17 миллиардов тенге.

## Архитектура
Компактный объем высоко поднятого здания (на 14 выше примыкающей площади) подчеркивает его главенствующее положение и является главным архитектурным элементом площади.
Шестиэтажное здание имеет «Ш»-образную форму, состоит из трех шестиэтажных павильонов (подъездов) и двух переходных галерей, соединяющих павильоны с объемным залом заседаний. С центральной фасадной стороны в здание ведёт главный вход (1-й подъезд), подчёркнутый пилонами и порталом, над которыми расположен высокий аттик. С боковых сторон здания имеются дополнительные входные группы (2-й и 3-й подъезды).
Стены составлены из железобетонных плит и декорированы мангышлакским известняком. Внутренняя отделка стен и потолков выполнена из дерева и мрамора. От входа в зал ведёт широкая лестница, также декорированная.
В число создателей проекта входят архитекторы К. Монтахаев, М. Павлов, В.Ким, конструкторы М.Д. Горохов, Б.П. Вагайцев и другие. На момент разработки проекта оно было крупнейшим по площади строением, когда-либо возведённым на территории Казахской ССР (35 тыс. кв. км). Здание окружает озеленённая территория, в которой имеются цветники, бассейны и фонтаны. 

## Охрана памятника
26 января 1984 года решением Алматинского горисполкома № 2/35З здание было причислено к памятникам архитектуры, подлежащим охране. Являясь частью архитектурного комплекса Площади Республики города Алматы, оно выступает экскурсионным объектом.